# Приворотень Браун-Блянке
Приворотень Браун-Блянке (Alchemilla braun-blanquetii) — вид квіткових рослин родини трояндових (Rosaceae).

## Біоморфологічна характеристика
Рослина 10–30 см заввишки. Стебла до 1/4–1/2 своєї довжини вкриті волосками. Ніжки листків запушені, але при основі листової пластини часто голі. Листові пластинки ниркоподібні чи округлі, з 7–9 лопатями, зверху досить густо волосисті, знизу голі, крім верхньої частини жилок; лопаті з 5–8(9) однаковими й більш-менш гострими зубцями. Квітки зелені, 3–5 мм у діаметрі.

## Поширення
Україна, Польща.
В Україні росте в Карпатах (Чорногора, між Говерлою та Брескулом).